# División Intermedia 1927 (Perú)
La División Intermedia 1927, fue la segunda edición de la División Intermedia que constituía la segunda categoría en los torneos de Perú en esos años.
El torneo fue jugado por 30 equipos provenientes de Lima, Callao y los Balnearios del Sur. 
Participaron los clubes descendidos de la 1ra División de 1926: Sport Jose Galvez de La Victoria, Jorge Chavez Callao, Jorge Washington Callao y Teniente Ruiz de La Victoria.; además Iquique Wanderers del Callao,que fue invitado a participar en Intermedia, luego de presentar un reclamo a la FPF TOTAL 05 Clubes.
El Club Deportivo Nacional de Lima que había descendido de 1.ª División, declinó participar en el Torneo de la Division Intermedia.
Como Ascendidos de la 2.ª División de 1926 participaron Juventud Perú de Barrios Altos, Atlético Lusitania de Barrios Altos (Asociación Peruana de Futbol), Sport Magdalena , Unión Chiclayo (Asociación Amateur de Futbol), Alberto Secada Callao, Alianza Callao (Liga Deportiva Chalaca), Porvenir Miraflores F.B.C, Jose Olaya Chorrillos (Liga de los Balnearios del Sur) TOTAL 08 clubes.
Se disputó el Torneo en 03 Series de 10 Clubes cada una y al final del Campeonato descendieron a la 2.ª División de 1928 los Clubes: Iquique Wanderers del Callao, Once Amigos Callao, Unión Chiclayo de Lima, Woodrow Wilson Callao, Unión Lima y Jorge Chávez Lima.
En la Serie 1 Obtuvieron el Ascenso a la Primera División de 1928 los Clubes Sportivo Union Lima, Alberto Secada Callao y Lawn Tennis de la Exposición de Jesús María quien venció en la definición del 3.er puesto por 3 a 0 al Centro Sport inca del Rimac.
En la Serie 2 lograron el Ascenso a Primera División los Clubes Alianza Callao, Jorge Chávez Callao y  Unión F.B.C. de Lima quien venció en un Triangular a Unión Santa Catalina de La Victoria y Sport Ancash del Callao.
Ante un reclamo del Club Union Santa Catalina en contra del Unión F.B.C. quien lo había derrotado por 1 a 0, el Directorio de la FPF decidió otorgarle también el Ascenso al Unión Santa Catalina a la Primera División de 1928.
En la Serie 3, obtuvieron el Ascenso los Clubes Sporting Alianza Chorrillos, Jorge Washingthon Callao y José Olaya Chorrillos. por lo que finalmente fueron 10 los equipos que fueron promovidos a la Primera División de 1928.
No hubo definición por el título al suspenderse los torneos en enero de 1928. Finalmente los peores equipos del campeonato son descendidos a la Segunda División Provincial de Fútbol de Lima 1928.

## Ascensos y descensos
| Ascendidos a · Primera División 1927          | Descendidos de · Primera División 1926                                                    |
| --------------------------------------------- | ----------------------------------------------------------------------------------------- |
| Association Alianza                           | \| Jorge Chávez Teniente Ruiz Deportivo Nacional \| Jorge Washington Sport José Gálvez \| |
| Jorge Chávez Teniente Ruiz Deportivo Nacional | Jorge Washington Sport José Gálvez                                                        |

| Jorge Chávez Teniente Ruiz Deportivo Nacional | Jorge Washington Sport José Gálvez |

Nota: Deportivo Nacional se desafilió de la Federación Peruana de Fútbol y no participó.
| Ascendidos de · Segunda División 1926 | Descendidos a · Segunda División 1927      |
| --- | ------------------------------------------ |
| Liga Deportiva Chalaca: Alberto Secada y Alianza Callao Liga Provincial N°1 de Lima: Atlético Lusitania y Juventud Perú Liga Provincial N°2 de Lima: Sport Magdalena y Unión Chiclayo Liga de los Balnearios del Sur: Porvenir Miraflores y José Olaya Tras reclamo a FPF: Iquique Wanderers | Gráfico Sporting Unión Barranco Unión Lima |

Nota: Iquique Wanderers no fue incluido en la División Intermedia 1926 y tras reclamo fue añadido en esta edición por la Federación Peruana de Fútbol.

## Equipos participantes

### Primera serie
- Sportivo Unión - Asciende a Primera División de 1928
- Alberto Secada - Asciende a Primera División
- Lawn Tennis de la Exposición - Asciende a Primera División tras desempate
- Sport Inca
- Atlético Sáenz Peña
- Sporting Association
- Atlético Lusitania
- Sport José Gálvez
- Juventud Perú

- Iquique Wanderers - descendido

#### Desempate
| 8 de enero de 1928 | Lawn Tennis de la Exposición | 3-0 | Sport Inca | Estadio Nacional, Lima |  |

### Segunda serie
- Alianza Callao - Asciende a Primera División de 1928
- Jorge Chávez Callao - Asciende a Primera División
- Unión F.B.C. - Asciende a Primera División tras desempate
- Unión Santa Catalina - Asciende a Primera División tras reclamo
- Sportivo Áncash
- Leonidas Yerovi
- Fraternal Barranco
- Sport Magdalena
- Once Amigos - descendido
- Unión Chiclayo - descendido

#### Desempate
| 8 de enero de 1928 | Unión Santa Catalina | 0-1 (susp.) | Unión F.B.C. | Estadio Nacional, Lima |  |

- Tras un reclamo hecho por Unión Santa Catalina la Federación Peruana de Fútbol declara empatado el partido y que ambos equipos asciendan.

### Tercera serie
- Alianza Chorrillos - Asciende a Primera División de 1928
- Jorge Washington - Asciende a Primera División
- Sport José Olaya - Asciende a Primera División
- Carlos Tenaud
- Porvenir Miraflores
- Teniente Ruiz
- Huáscar Barranco
- Unión Lima - descendido
- Woodrow Wilson - descendido
- Jorge Chávez Lima - descendido